# Saint-Jacques-d'Ambur
Saint-Jacques-d'Ambur è un comune francese di 303 abitanti situato nel dipartimento del Puy-de-Dôme nella regione dell'Alvernia-Rodano-Alpi.

## Società

### Evoluzione demografica
Abitanti censiti